# سیارک ۶۹۰۱
سیارک ۶۹۰۱ (به انگلیسی: 6901 Roybishop، نامگذاری:1989PA) شش هزار و نهصد و یکمین سیارک کشف شده‌است که در ۲ اوت ۱۹۸۹ کشف شد.
قدر مطلق سیارک برابر ۱۳٫۹۰ است.